# Альбштадт
Альбштадт (нім. Albstadt) — місто в Німеччині, знаходиться в землі Баден-Вюртемберг. Підпорядковується адміністративному округу Тюбінген. Входить до складу району Цоллернальб.
Площа — 134,41 км2. Населення становить 45 472 ос. (станом на 31 грудня 2020).